# Hvedstrup Sogn
Hvedstrup Sogn er et sogn i Roskilde Domprovsti (Roskilde Stift).
I 1800-tallet var Fløng Sogn anneks til Hvedstrup Sogn. Begge sogne hørte til Sømme Herred i Roskilde Amt. Hvedstrup-Fløng sognekommune blev ved kommunalreformen i 1970 delt i 3 dele: Det meste af Fløng blev indlemmet i Høje Tåstrup Kommune, resten i Roskilde Kommune. Hvedstrup blev indlemmet i Gundsø Kommune, der ved strukturreformen i 2007 også indgik i Roskilde Kommune.
I Hvedstrup Sogn ligger Hvedstrup Kirke.
I sognet findes følgende autoriserede stednavne:
- Herringløse (bebyggelse, ejerlav)
- Hvedstrup (bebyggelse, ejerlav)
- Lille Herringløse (bebyggelse)